# Kinabalukitta
De kinabalukitta (Cissa jefferyi) is een zangvogel uit de familie van de kraaien (Corvidae). Het is een vogelsoort uit montane tropische bossen van Borneo (Indonesië en Oost-Maleisië). De vogel dankt zijn Nederlandse naam aan de berg Kinabalu in Sabah. De naam jefferyi is een eerbetoon aan de vader van de Britse ornitholoog John Whitehead, die veel vogelonderzoek deed in dit gebied.

## Kenmerken
De kinabalukitta is iets kleiner dan de gewone groene kitta: gemiddeld 32 cm lang. Opvallende verschillen zijn verder de dieprode snavel en poten, de witte iris, veel minder of geen zwart-wit tekening op de buitenste staartpennen. Er zit geen zwart in de witte vlekken op de slagpennen zoals bij de groene kitta. Als de vogel vliegt vallen plotseling de kastanjebruine kleuren op van de slagpennen.

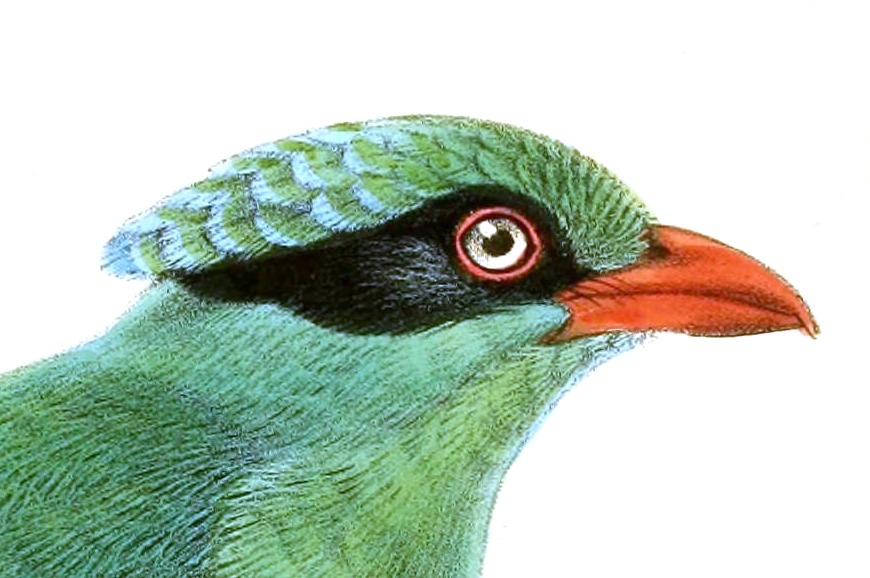
Detail van de afbeelding van J.G. Keulemans. Let op de witte iris.

Tot 2011 werd de kinabalukitta beschouwd als de op Borneo voorkomende ondersoort van de kortstaartkitta (C. thalassina). Deze vogelsoort wordt sinds 2011 erkend als een aparte soort.

## Verspreiding en leefgebied
De kinabalukitta is een algemeen voorkomende vogel in Nationaal park Kinabalu. Het is een vogel van ongeschonden montaan tropisch regenwoud op een hoogte tussen 1200 m en 2400 m boven de zeespiegel. Deze kitta komt ook voor in vergelijkbare berggebieden op de grens van Sarawak en Oost-Kalimantan (Indonesië).

## Status
De kinabalukitta heeft een aanzienlijk verspreidingsgebied en daardoor alleen al is de kans op uitsterven klein. De grootte van de populatie is niet gekwantificeerd, maar door fragmentatie van het leefgebied en ontbossingen wordt vermoed dat de vogel in aantal achteruit gaat. Echter, het tempo van achteruitgang ligt onder de 30% in tien jaar (minder dan 3,5% per jaar) zodat de vogel niet in aanmerking komt voor de status gevoelig of kwetsbaar. Om deze redenen staat deze kitta als niet bedreigd op de Rode Lijst van de IUCN.